# 斯特基 (阿肯色州)
斯特基（英語：Sturkie）是位於美國阿肯色州富爾頓縣的一個非建制地區。該地的面積和人口皆未知。

## 地理
斯特基的座標為36°27′26″N 91°52′24″W / 36.45722°N 91.87333°W，而該地的平均海拔高度為222米（即728英尺）。